# Daniel Pagano
Daniel Pagano (New York, 1953) è un mafioso statunitense e uno dei capi di strada della famiglia Genovese. Negli anni '80 fu coinvolto in un vasto traffico illecito di benzina.

## Biografia
Nato a New York, Pagano è figlio di Joe Pagano, un alto esponente della famiglia Genovese. Nel 1973, la polizia di New York (NYPD) lo arrestò con l'accusa di spaccio di stupefacenti a degli agenti sotto copertura. Durante l’arresto, Pagano fu ferito da un colpo d’arma da fuoco alla schiena mentre si trovava appoggiato a un’auto della polizia.

## Carriera criminale

### L'incontro con Sharpton
Nei primi anni ’80, Pagano entrò in contatto con l’attivista afroamericano Al Sharpton. Nel 1983, il mafioso della famiglia criminale Colombo, Michael Franzese, organizzò un incontro tra Pagano, Sharpton e un altro affiliato della mafia - che in realtà era un agente sotto copertura dell’FBI. L’incontro sembrava avere come scopo una richiesta da parte dell’agente (in veste di mafioso) a Sharpton per ottenere un faccia a faccia con il famoso promoter di boxe Don King. Tuttavia, durante la riunione, l’agente tentò senza successo di coinvolgere Sharpton in un traffico di droga. Dopo l’incontro, l’FBI si rivolse a Sharpton e, secondo alcune fonti, ottenne la sua collaborazione come informatore contro Pagano. Sharpton, però, ha sempre negato questa versione dei fatti.

### Promozione
Alla fine degli anni ’80, Pagano fu "fatto" (made man), ovvero un membro a pieno titolo della famiglia mafiosa Genovese. Operava nel Bronx e a Manhattan, ed era molto vicino al capo Dominick "Quiet Dom" Cirillo. Dopo l’arresto del soldato Joseph "Joe Glitz" Galizia, Pagano fu promosso al grado di capo. A quel punto assunse il controllo delle attività illegali della famiglia nei giochi d’azzardo e nelle scommesse sportive a East Harlem, gestite dai fratelli Pisacano. Inoltre, Pagano possedeva una partecipazione nella casa discografica Third World Records, specializzata in musica africana e latina a New York.

### Contrabbando di carburante
Dopo essere stato promosso capo, Pagano divenne il referente della famiglia Genovese per il traffico illegale di carburante, conosciuto come gasoline bootlegging. Questo schema truffaldino nacque negli anni ’80 per opera di un’organizzazione criminale sovietico-ebraica guidata da Marat Balagula, con base a Brighton Beach, Brooklyn. Il meccanismo prevedeva la creazione di false transazioni di grandi quantità di benzina e gasolio, con lo scopo di evadere le accise e frodare lo Stato di New York per centinaia di milioni di dollari.
Quando le famiglie mafiose di Cosa Nostra di New York scoprirono la truffa, la famiglia Genovese e altre tre famiglie imposero all’Organizatsiya (la mafia russa) di versare loro una parte dei profitti illeciti. Le famiglie crearono un organismo di controllo noto come l’Associazione, incaricato di gestire e spartire i guadagni del racket. Pagano, insieme al fidato affiliato Anthony Palumbo, rappresentava gli interessi della famiglia Genovese all’interno di questa Associazione.
Tra la fine del 1992 e l’inizio del 1993, Pagano bloccò un piano per assassinare un mafioso russo. Victor Zilber, socio d’affari di Palumbo, chiese il permesso di eliminare Monya Elson, un suo collaboratore. Quando Palumbo sottopose la richiesta a Pagano, questi si oppose immediatamente, temendo che l’omicidio potesse scatenare un conflitto aperto con l’Organizatsiya.
All’inizio degli anni ’90, l’FBI e l’agenzia federale delle entrate (IRS) organizzarono un’operazione sotto copertura chiamata Red Daisy, creando una finta compagnia di distribuzione di carburante a Trenton, nel New Jersey, per infiltrarsi nella rete di contrabbando. Nel febbraio 1992, un incendio sospetto distrusse le strutture della società. Poco dopo, un affiliato mafioso si presentò dai finti proprietari, informandoli che, per continuare a vendere carburante di contrabbando, avrebbero dovuto pagare una “tassa mafiosa”.

## Arresto e condanna
Nel giugno del 1989, Pagano fu incriminato per gioco d’azzardo illegale, usura ed estorsione nelle contee di Westchester e Rockland, a nord di New York. In quell’area, lui e i suoi affiliati fungevano da mediatori nei conflitti tra imprese di smaltimento rifiuti, controllavano un progetto edilizio sul lungomare di Yonkers e svolgevano attività di strozzinaggio. Alla fine, Pagano si dichiarò colpevole di usura aggravata e promozione del gioco d’azzardo.
Nel settembre 1996, Pagano e Palumbo furono incriminati per aver sottratto allo Stato 77 milioni di dollari in tasse sul carburante. Tre anni dopo, nel settembre 1999, Pagano si dichiarò colpevole di evasione fiscale e fu condannato a 105 mesi di carcere. Durante la detenzione perse il controllo su molte delle sue attività criminali, inclusa l’organizzazione di gioco d’azzardo illegale gestita dai fratelli Pisacano. Pagano fu rilasciato dal carcere federale il 12 maggio 2007.